# Commiato di Gesù

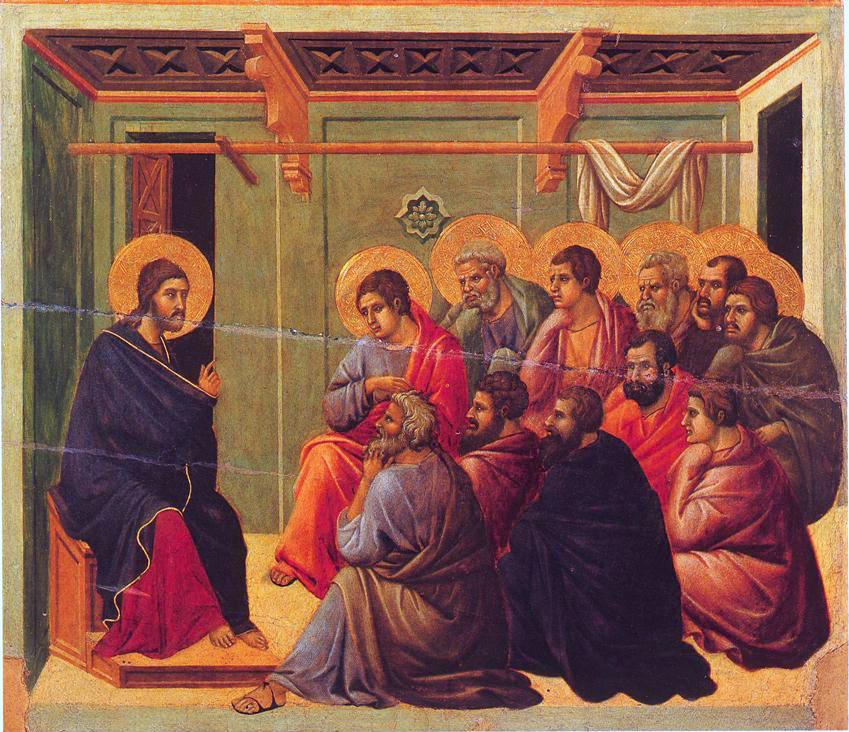
Duccio di Buoninsegna, Congedo dagli apostoli, predella del polittico Maestà del Duomo di Siena, tempera su tavola, 1308-1311 (Museo dell'Opera del Duomo)

Il commiato di Gesù è l'ultima parte del discorso di addio di Gesù ai suoi discepoli, pronunciata nel corso dell'Ultima Cena e riportata dal Vangelo secondo Giovanni.

## Racconto evangelico
Dopo avere preannunciato ai suoi discepoli la sua dipartita e la venuta del Paraclito, Gesù dice loro che molto presto non lo avrebbero più visto e dopo un po’ lo avrebbero rivisto ancora. I discepoli sono perplessi, ma prima che possano interrogarlo Gesù dice loro che presto sarebbero stati tristi, ma poi la tristezza si sarebbe tramutata in gioia; poi continua dicendo che sarebbe venuto il momento in cui non avrebbe più parlato loro per enigmi ma apertamente. Gesù sarebbe tornato al Padre e il Padre avrebbe concesso loro qualsiasi cosa gli avrebbero chiesto nel nome di Gesù. I discepoli esprimono a Gesù la loro fede, dicendogli che credevano che Egli veniva da Dio; Gesù gli preannuncia che presto si sarebbero dispersi, ma li esorta a non perdere il coraggio, perché Egli ha vinto il mondo.

## Interpretazione
Gesù si riferisce alla sua morte imminente e alla successiva risurrezione: in seguito alla sua morte, i discepoli non lo vedranno più e saranno tristi, ma con la risurrezione la tristezza si sarebbe trasformata in gioia. Lo Spirito Santo che Gesù manderà ai suoi discepoli dopo che sarà tornato al Padre farà comprendere loro tutto ciò che Egli gli ha insegnato durante la sua vita terrena. I discepoli potranno chiedere al Padre qualsiasi cosa in suo nome perché dalla comunione con Gesù, che scaturisce dalla fede in Lui, nasce la possibilità di una comunione diretta con Dio. I discepoli credono di avere capito tutto, ma Gesù li disillude e li mette in guardia, preannunciando che dopo il suo arresto si sarebbero dispersi. La fede non elimina totalmente il dubbio e non è una conquista definitiva, perché è messa in discussione dalle tentazioni e dalle prove. Gesù è tuttavia consapevole della debolezza dei discepoli e li esorta a non perdere il coraggio, perché Egli ha vinto il mondo.

## Altro commiato di Gesù
Secondo diversi esegeti, sarebbe più corretto definire il brano del capitolo 16 del vangelo di Giovanni come il "secondo discorso di commiato" o il "commiato finale di Gesù", dato che un altro discorso di commiato si trova precedentemente nello stesso vangelo al capitolo 14. Si ritiene probabile che l'evangelista stesso, o un altro redattore successivo, abbia inserito un secondo discorso di commiato, già presente nella tradizione giovannea, allo scopo di integrare e precisare alcuni aspetti non approfonditi nel primo discorso, come il ruolo dello Spirito Santo, la situazione del discepolo nel mondo e la solidarietà dei discepoli con Gesù assente dal mondo.